# 丸の内出口 (愛知県)
丸の内出口（まるのうちでぐち）は、愛知県名古屋市中区丸の内にある名古屋高速道路都心環状線に接続するインターチェンジ。

## 概要
伏見通（国道22号）の伏見方面行き車線に接続している。錦橋出口と同様、この出口を出た後にUターン（国道22号（伏見通）一宮方面）が可能。
ランプの最小曲線半径は50mの急カーブで、通過速度は40km/hに規制されている。

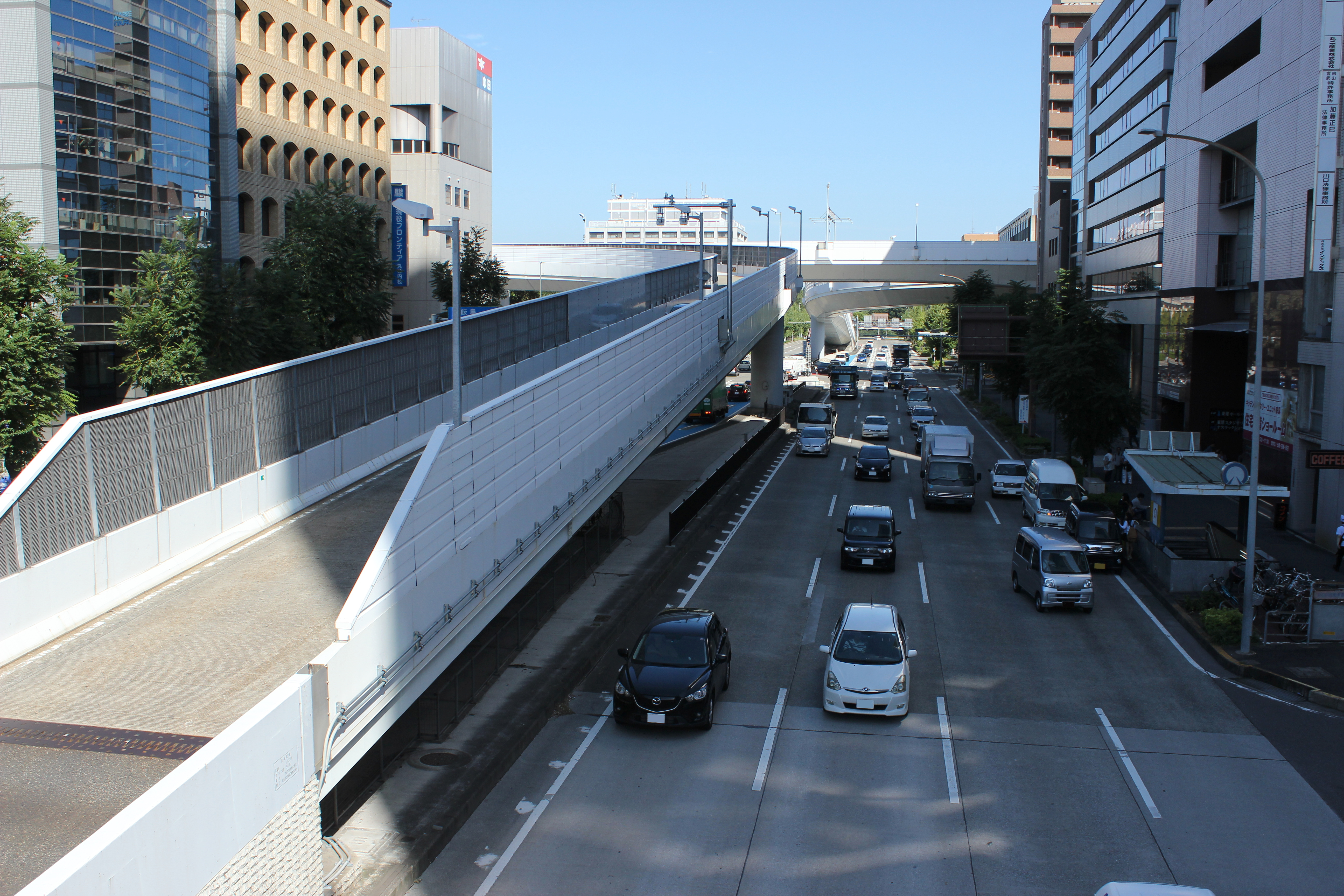
画像奥は丸の内入口
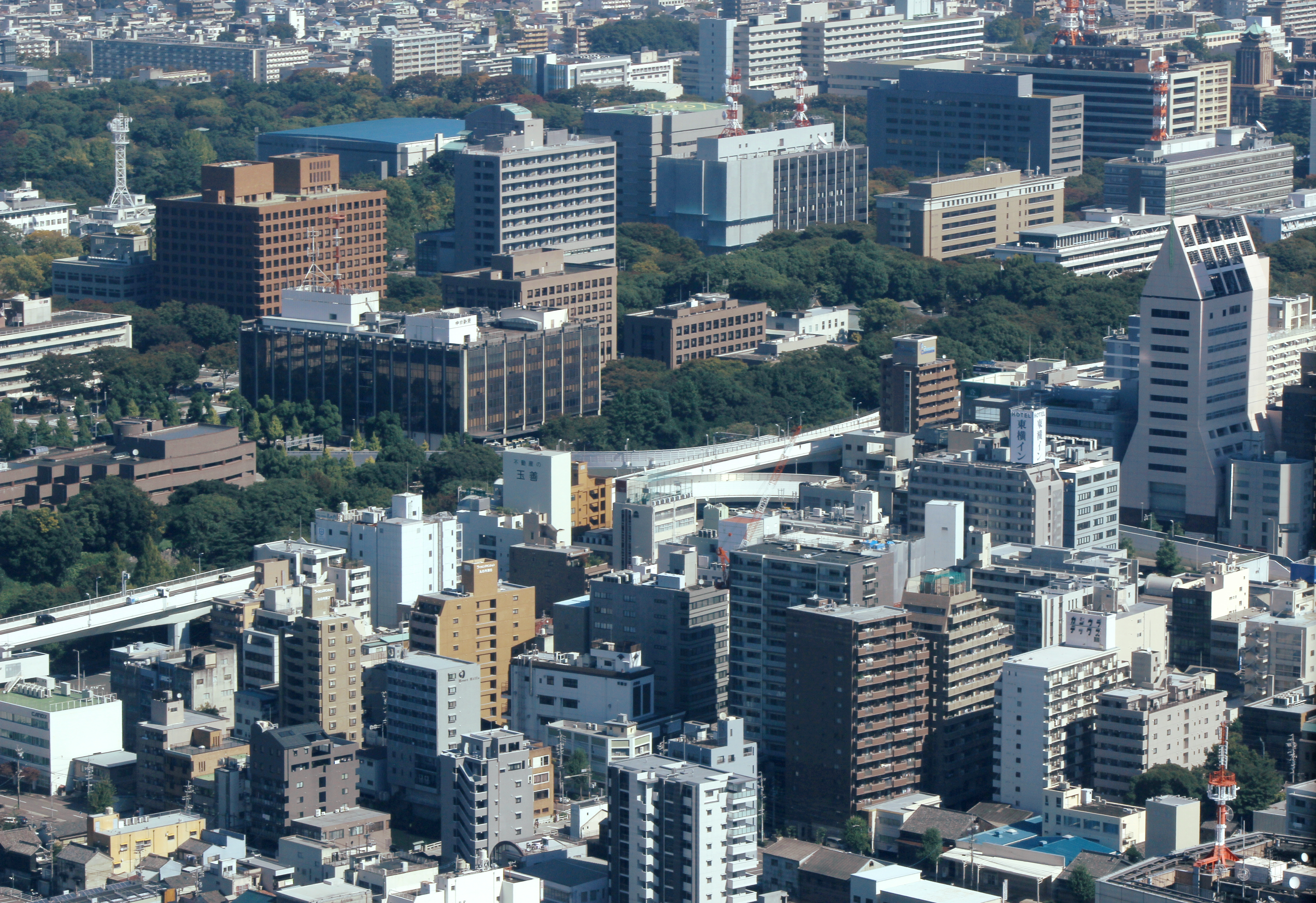
出入口付近は名古屋城外堀や官公庁街に隣接

## 道路
- 名古屋高速都心環状線

## 歴史
名駅出口（現在の錦橋出口）が都心環状線の終点であった頃、利用する車が多く混雑をきたしていた。そこで、都心環状線の全線開業を待たずに丸の内出口までを先行開業させることにして1994年（平成6年）9月に供用を開始した。
開通当初は国道22号（伏見通）南向き方面しか出られなかったが、これでは北行きの車が桜通伏見交差点まで南下のうえUターンするなど不便を強いられたことから、出口付近の中央分離帯を一部撤去のうえ北への転回を可能とするための工事を実施、併せて信号機も付けて1999年（平成11年）7月に運用を始めた。なお、出口と対の丸の内入口は同工事完了の4か月後に運用開始した。

### 年表
- 1994年（平成6年）9月12日：名駅出口から1.7km延伸する形で開業[5]。
- 1995年（平成7年）9月19日：都心環状線全線開業[7]。
- 1999年（平成11年）
  - 7月15日：国道22号（伏見通）北方面へのUターンが可能となる（当日午前10時より開始）[1]。
  - 11月11日：丸の内入口開業[6]。

## 周辺
- 名古屋城
- 名古屋市役所
- 愛知県庁
- 名城病院
- 愛知県図書館
- 名古屋高等裁判所
- 日本銀行名古屋支店
- 名古屋市交通局市営交通資料センター
- 名古屋高速道路公社本社

## 隣
名古屋高速都心環状線
(C06) 名駅入口 - 明道町JCT - (C07) 丸の内出口/(C08) 丸の内入口